# Elli (incrociatore 1912)
L'Elli (in greco: Κ/Δ Έλλη) era un incrociatore protetto greco da 2.600 t. Doveva il suo nome ad una battaglia navale vinta dai greci durante la prima guerra balcanica. Completato nel 1913 ed entrato in servizio nel 1914, Elli entrò in azione durante la prima guerra mondiale e la disastrosa spedizione in Asia Minore. Fu affondata dal sommergibile italiano Delfino prima dello scoppio della guerra greco-italiana, il 15 agosto 1940, mentre era all'ancora.

## Storia
La nave era una delle tre componenti la classe Chao Ho. L'Impero Qing ordinò la sua costruzione come Fei Hung ((ZH) ), ma la Rivoluzione Xinhai del 1912-1913 portò alla cancellazione dell'ordine da parte del Governo cinese. I cantieri statunitensi New York Shipbuilding completarono la nave nel 1914 e la vendettero alla Grecia, impegnata in un programma di espansione navale dopo le guerre balcaniche.
Elli entrò in azione durante la prima guerra mondiale. Inizialmente durante la guerra la Grecia seguì una politica di neutralità, tra il primo ministro Eleutherios Venizelos che favoriva la Triplice intesa, ed il Re Costantino I filo-tedesco che sosteneva la neutralità. Questo dibattito portò alla fine ad un profondo conflitto politico, conosciuto come Scisma Nazionale. In novembre 1916, per mettere sotto pressione il Governo di Atene, la Francia confiscò le navi greche. Queste continuarono ad operare con equipaggi francesi, soprattutto come scorta ai convogli e nel pattugliamento del Mar Egeo, fino a che la Grecia entrò in guerra a fianco degli Alleati nel giugno del 1917 e le navi furono restituite. Di conseguenza, la Marina greca prese parte a tutte le operazioni alleate nell'Egeo.
Nel 1920 l'incrociatore venne sottoposto a ricostruzione in Francia, insieme all'incrociatore corazzato Georgios Averof. Durante questi lavori furono installati armamenti antiaerei moderni ed equipaggiamenti per il trasporto ed il rilascio di 100 mine navali.
Nella disastrosa guerra greco-turca del 1919-1922, il Re Paolo di Grecia serviva a bordo come guardiamarina ed assistette all'evacuazione di Smirne nel settembre 1921.

## Destino e conseguenze
Il sommergibile della Regia Marina italiana Delfino silurò l'incrociatore in tempo di pace, alle 8:25 del 15 agosto 1940, mentre esso era all'ancora presso l'isola di Tino per partecipare alle celebrazioni della Festa della Dormizione di Maria. Uno dei tre siluri lanciati dal sottomarino colpì l'incrociatore sotto una delle caldaie operative, che causò l'incendio e l'affondamento della nave. Morirono 9 tra sottufficiali e marinai, mentre 24 rimasero feriti. Lo stesso sommergibile tentò di silurare le navi passeggeri M/V Elsi e M/V Esperos all'ancora nel porto; il tentativo fallì ed i siluri danneggiarono solo una sezione della banchina.
I greci recuperarono frammenti di siluro, che identificarono come di produzione italiana. Il Governo greco tuttavia, tentando di evitare un confronto con il Regno d'Italia, annunciò che la nazionalità del sommergibile attaccante era sconosciuta, atto che posticipò l'inizio della Campagna italiana di Grecia di soli due mesi e non convinse il popolo greco, ben consapevole di chi fosse il colpevole.
Dopo la guerra, come compensazione per l'affondamento del primo Elli, l'Italia dovette consegnare alla Grecia l'incrociatore Eugenio di Savoia, immesso in servizio nel giugno 1950 dalla Reale marina greca con il nome di Elli. Rimase in servizio fino al 1973. Dal 1982 è in servizio la fregata Elli, capoclasse della classe Elli.